# Łojewo (Damnica)

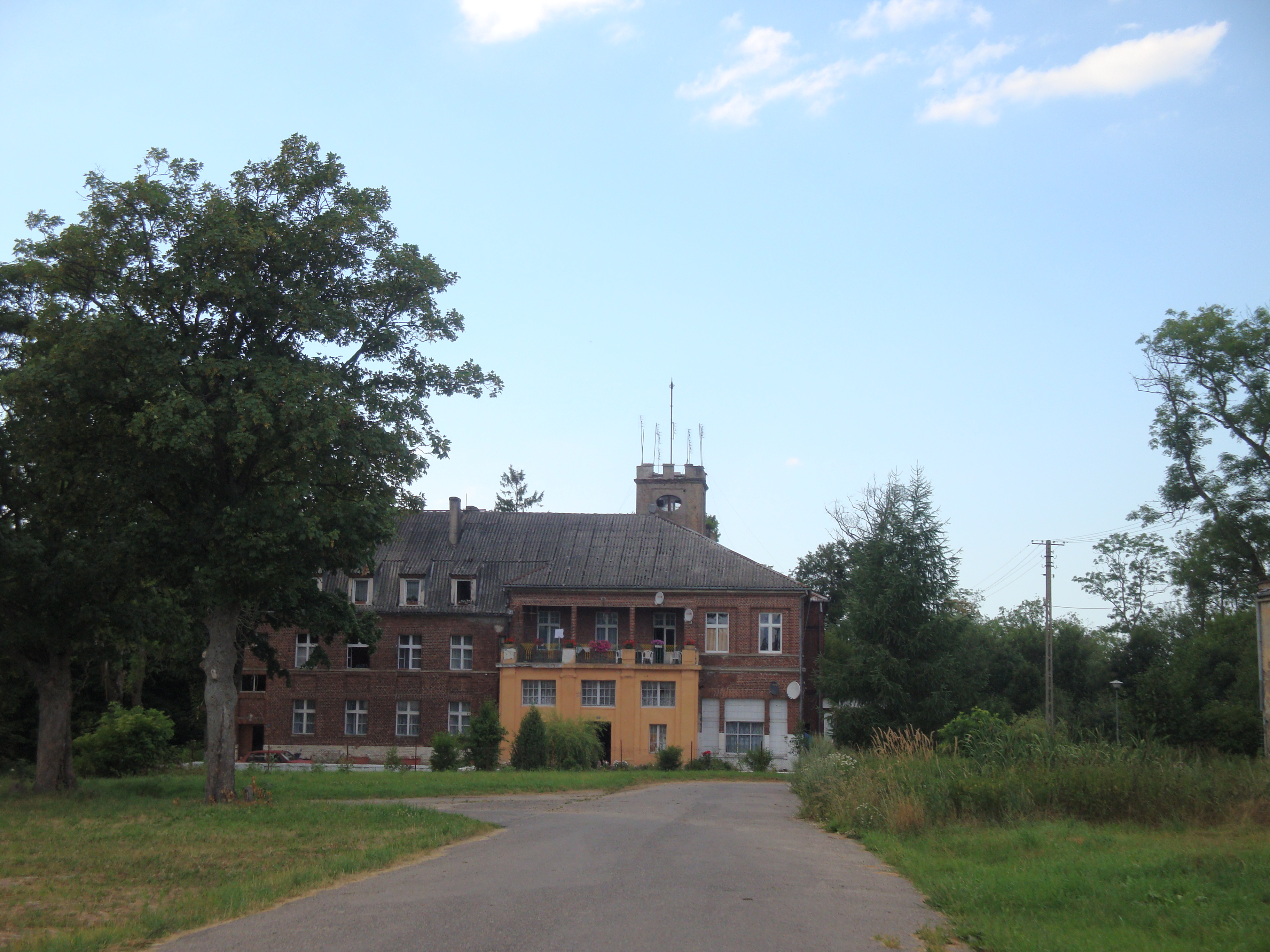

Łojewo (deutsch Lojow, kaschubisch Łojéwò) ist ein Dorf in der polnischen Woiwodschaft Pommern und gehört zur Landgemeinde Damnica (Hebrondamnitz) im Powiat Słupski (Kreis Stolp).

## Geographische Lage und Verkehrsanbindung
Łojewo liegt in Hinterpommern, etwa  27 Kilometer nordöstlich der Kreisstadt Słupsk (Stolp) im östlichen Tal der Łupawa (Lupow). Durch das Dorf führt eine Nebenstraße, die Stara Dąbrowa (Alt Damerow) nahe der polnischen Landesstraße 6 (ehemalige deutsche Reichsstraße 2, heute auch Europastraße 28) mit Główczyce (Glowitz) an der Woiwodschaftsstraße 213 verbindet. Die nächste Bahnstation ist das sieben Kilometer entfernte Damnica an der Bahnstrecke Stargard Szczeciński–Danzig.

## Ortsname
Die Ortsbezeichnung Łojewo kommt in Polen noch weitere zweimal vor.

## Geschichte
Łojewo war teils ein Stojentinsches, teils ein Rexinsches Lehen. 1523 wurde Jurgen Loygen to loygen genannt, 1569 ein Wobeser. 1666 kaufte Ewald von Puttkamer einen Anteil, 1690 den anderen. Danach ging das Gut an die Familie von Zitzewitz über.
Durch Heirat kam Lojow 1746 an den Hauptmann Christian Heinrich von Schlieffen, der es 1777 an Otto Wilhelm Ernst von Bonin verkaufte.
Um 1784 gab es hier ein Vorwerk, sieben Bauern, vier Kossäten, einen Schulmeister, eine Schmiede und eine Wassermühle bei insgesamt 19 Haushaltungen. Nach wechselnden Eigentümern kam das Gut 1861 an Georg von Boehn, dessen Sohn Joachim der letzte Besitzer vor 1945 war.
Bis 1945 lag die Gemeinde Lojow im Landkreis Stolp im Regierungsbezirk Köslin der  Provinz Pommern. Auf der 1.246 Hektar großen Gemeindefläche  befanden sich insgesamt vier Wohnplätze: 
- Gesorke  (polnisch: Jeziorka)
- Lojow
- Marienfelde (Świtały)
- Ziegeleikaten

Der Hauptwohnort war Lojow. Die Gemeinde Lojow war in den Amts- und Standesamtsbezirk Bewersdorf (Bobrowniki) eingegliedert und gehörte zum Amtsgerichtsbereich Stolp. Im Jahre 1910 hatte Lojow 241 Einwohner, 1933 waren es 387 und 1939 noch 369.
Als der Zweite Weltkrieg zu Ende ging, besetzten am 8. März 1945 sowjetische Truppen den Ort kampflos. Nach Kriegsende wurde Lojow zusammen mit ganz Hinterpommern unter polnische Verwaltung gestellt. Im Frühjahr 1946 nahmen Polen das Dorf in Besitz. Nach und nach wurden alle einheimischen Dorfbewohner vertrieben. Später wurden in der Bundesrepublik Deutschland 203 und in der DDR 103 aus Lojow vertriebene Dorfbewohner ermittelt. Lojow wurde von den Polen in  Łojewo umbenannt.
Das Dorf ist heute Teil der Gmina Damnica im Powiat Słupski in der Woiwodschaft Pommern (1975 bis 1998 Woiwodschaft Słupsk). Das Dorf  hat 209 Einwohner.

## Kirche
Vor 1945 war die Bevölkerung von Lojow fast ausnahmslos evangelischer  Konfession. Der Ort gehörte mit dreizehn umliegenden Dörfern zum Kirchspiel Dammen (Damno) im Kirchenkreis Stolp-Altstadt im Ostsprengel der Kirchenprovinz Pommern der Kirche der Altpreußischen Union. 
Seit 1945 ist die Einwohnerschaft von Łojewo überwiegend römisch-katholisch. Die kirchliche Verbindung des Dorfes nach Damno ist geblieben. Die Pfarrei Damno ist nun Teil des Dekanats Główczyce (Glowitz) im Bistum Pelplin der Katholischen Kirche in Polen. Hier lebende evangelische Kirchenglieder gehören zur Filialkirche Główczyce (Glowitz) der Kreuzkirchengemeinde in Słupsk (Stolp) in der Diözese Pommern-Großpolen der Evangelisch-Augsburgischen Kirche in Polen.

## Schule
In der 1932 einstufigen Schule unterrichtete ein Lehrer 52 Schulkinder. 

## Söhne und Töchter des Ortes
- Peter Christoph von Zitzewitz (1721–1800), preußischer Generalmajor und Chef eines Infanterieregiments